# Playoffs NBA 1956
Navigation
Playoffs 1955 Playoffs 1957
Les playoffs NBA 1956 sont les playoffs de la saison NBA 1955-1956. Ils se terminent sur la victoire des Warriors de Philadelphie face aux Pistons de Fort Wayne 4 matches à 1 lors des finales NBA.

## Fonctionnement
À l'issue de la saison régulière, avant le début des playoffs, deux matches de classement sont joués : l'un pour la 3e place de la Division Est, l'autre pour la 2e de la Division Ouest.
- 15 mars : Knicks de New York @ Nationals de Syracuse 77-82
- 16 mars : Lakers de Minneapolis @ St. Louis Hawks 103-97

Après ces deux rencontres, on peut désigner les équipes participant aux playoffs. Les franchises qualifiées à l'Est sont :
1. les Warriors de Philadelphie
2. les Celtics de Boston
3. les Nationals de Syracuse

À l'Ouest, les équipes reprises sont :
1. les Pistons de Fort Wayne
2. les Lakers de Minneapolis
3. les St. Louis Hawks

Lors des Demi-finales de Division, le deuxième affronte le troisième dans une série au meilleur des trois matches. Le gagnant rencontre alors, en Finales de Division, le premier de la Division au meilleur des cinq matches. Les deux gagnants se rencontrent lors des finales NBA, qui se jouent au meilleur des sept matches.

## Classement en saison régulière
| Champion de division | Qualifié pour les playoffs | Éliminé des playoffs |

| Division Est             | V  | D  | PCT  | GB |
| ------------------------ | -- | -- | ---- | -- |
| Warriors de Philadelphie | 45 | 27 | .625 | -  |
| Celtics de Boston        | 39 | 33 | .542 | 6  |
| Knicks de New York       | 35 | 37 | .486 | 10 |
| Nationals de Syracuse    | 35 | 37 | .486 | 10 |

| Division Ouest        | V  | D  | PCT  | GB |
| --------------------- | -- | -- | ---- | -- |
| Pistons de Fort Wayne | 37 | 35 | .514 | -  |
| Lakers de Minneapolis | 33 | 39 | .458 | 4  |
| Hawks de Saint-Louis  | 33 | 39 | .458 | 4  |
| Royals de Rochester   | 31 | 41 | .431 | 6  |

## Tableau
|  | Demi-finales de Division | Demi-finales de Division | Demi-finales de Division |                       |   | Finales de Division | Finales de Division | Finales de Division |  |  | Finales NBA | Finales NBA              | Finales NBA |
|  |                          |                          |                          |                       |   |                     |                     |                     |  |  |             |                          |             |
|  |                          |                          |                          |                       |   |                     |                     |                     |  |  |             |                          |             |
|  |                          | 1                        | Warriors de Philadelphie | 3                     |   |                     |                     |                     |  |  |             |                          |             |
|  | Division Est             | 1                        | Warriors de Philadelphie | 3                     |   |                     |                     |                     |  |  |             |                          |             |
|  |                          |                          | 3                        | Nationals de Syracuse | 2 |                     |                     |                     |  |  |             |                          |             |
|  | 3                        | Nationals de Syracuse    | 3                        | Nationals de Syracuse | 2 | 2                   |                     |                     |  |  |             |                          |             |
|  | 3                        | Nationals de Syracuse    |                          |                       |   | 2                   |                     |                     |  |  |             |                          |             |
|  | 2                        | Celtics de Boston        | 1                        |                       |   |                     |                     |                     |  |  |             |                          |             |
|  |                          |                          |                          |                       |   |                     |                     |                     |  |  | E1          | Warriors de Philadelphie | 4           |
|  |                          |                          | O1                       | Pistons de Fort Wayne | 1 |                     |                     |                     |  |  |             |                          |             |
|  |                          |                          |                          |                       |   |                     |                     |                     |  |  |             |                          |             |
|  |                          |                          |                          |                       |   |                     |                     |                     |  |  |             |                          |             |
|  |                          | 1                        | Pistons de Fort Wayne    | 3                     |   |                     |                     |                     |  |  |             |                          |             |
|  | Division Ouest           | 1                        | Pistons de Fort Wayne    | 3                     |   |                     |                     |                     |  |  |             |                          |             |
|  |                          |                          | 3                        | Hawks de Saint-Louis  | 2 |                     |                     |                     |  |  |             |                          |             |
|  | 3                        | Hawks de Saint-Louis     | 3                        | Hawks de Saint-Louis  | 2 | 2                   |                     |                     |  |  |             |                          |             |
|  | 3                        | Hawks de Saint-Louis     |                          |                       |   | 2                   |                     |                     |  |  |             |                          |             |
|  | 2                        | Lakers de Minneapolis    | 1                        |                       |   |                     |                     |                     |  |  |             |                          |             |

## Scores

### Demi-finales de Division

#### Division Est
- Nationals de Syracuse - Celtics de Boston 2-1
  - 17 mars : Syracuse @ Boston 93-110
  - 19 mars : Boston @ Syracuse 98-101
  - 21 mars : Syracuse @ Boston 102-97

#### Division Ouest
- St. Louis Hawks - Lakers de Minnéapolis 2-1
  - 17 mars : Minneapolis @ St. Louis 115-116
  - 19 mars : St. Louis @ Minneapolis 75-133
  - 21 mars : St. Louis @ Minneapolis 116-115

### Finales de Division

#### Division Est
- Warriors de Philadelphie - Nationals de Syracuse 3-2
  - 23 mars : Syracuse @ Philadelphia 87-109
  - 25 mars : Philadelphia @ Syracuse 118-122
  - 27 mars : Syracuse @ Philadelphia 96-119
  - 28 mars : Philadelphia @ Syracuse 104-108
  - 29 mars : Syracuse @ Philadelphia 104-109

#### Division Ouest
- Pistons de Fort Wayne - St. Louis Hawks 3-2
  - 22 mars : St. Louis @ Fort Wayne 86-85
  - 24 mars : Fort Wayne @ St. Louis 74-84
  - 25 mars : St. Louis @ Fort Wayne 84-107
  - 27 mars : Fort Wayne @ St. Louis 93-84
  - 29 mars : St. Louis @ Fort Wayne 97-102

### Finales NBA
- Warriors de Philadelphie - Pistons de Fort Wayne 4-1
  - 31 mars : Fort Wayne @ Philadelphia 94-98
  - 1er avril : Philadelphia @ Fort Wayne 83-84
  - 3 avril : Fort Wayne @ Philadelphia 96-100
  - 5 avril : Philadelphia @ Fort Wayne 107-105
  - 7 avril : Fort Wayne @ Philadelphia 88-99